# 직접 메탄올 연료전지

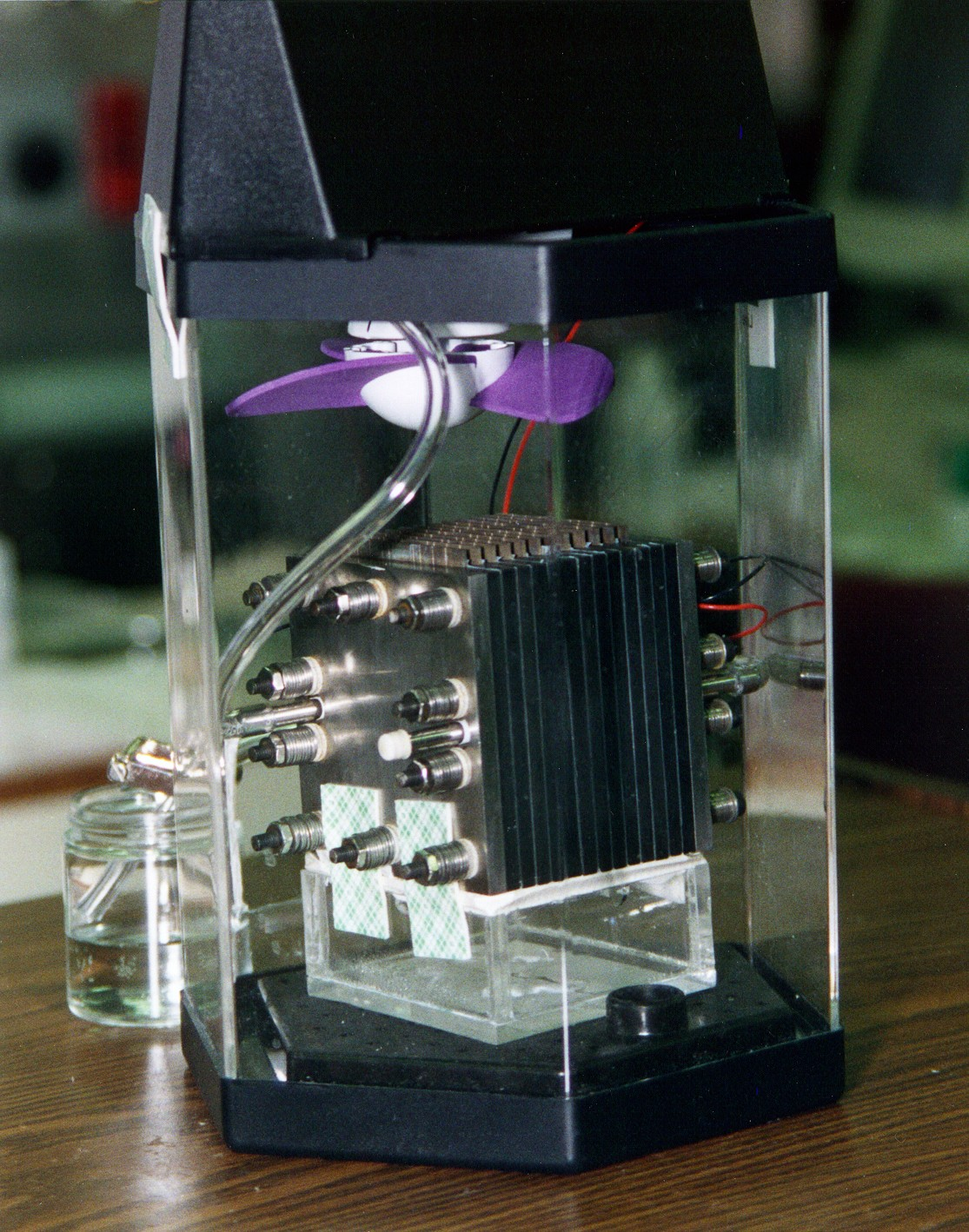
NASA의 직접메탄올 연료전지

직접메탄올 연료전지(Direct Methanol Fuel Cell, DMFC)는 메탄올과 물의 전기화학반응에서 생성되는 수소가 산소와 결합하면서 전기를 만드는 연료전지기술이다.

## 원리
고분자 전해질 막을 사이에 두고 양쪽에 각각 음극과 양극이 위치한다. 음극에서는 메탄올과 물이 반응하여 수소 이온과 전자를 생성한다. 생성된 수소이온은 전해질 막을 통해 양극 쪽으로 이동하고, 양극에서는 수소 이온과 전자가 산소와 결합하여 물을 생성시킨다. 이 때 전자가 외부 회로를 통과하면서 전류를 발생시키는 것이 작동원리이다.
실제 사용시에는 출력을 높이기 위해 이러한 단위전지를 여러 개 묶어서 스택을 만들어 사용하는데, 일반적인 연료전지의 스택에서는 양극판(兩極板, bipolar plate)을 사용하지만 마이크로 연료전지에서는 단극판(單極板, monopolar plate)을 사용한다. DMFC는 고분자전해질 연료전지(PEMFC)와 똑같은 구성요소를 사용하지만, 메탄올을 개질하여 수소로 만들 필요가 없이 직접 연료로 사용할 수 있기 때문에 소형화가 가능하다. DMFC는 PEMFC에 비해 출력밀도는 낮지만, 연료의 공급이 용이하고 2차전지에 비해 높은 출력밀도를 갖기 때문에 자동차의 동력원으로서 2차전지를 대체할 수 있는 가능성이 매우 높은 것으로 알려져 있다.

## 관련보도
2006년 12월 27일, 삼성전자는 삼성SDI, 삼성종합기술원과 함께 세계 최초로 노트북PC용 1200Wh(와트아워)급 대용량 연료전지를 개발하고 노트북 '센스 Q35'에 장착했다. 연료전지의 용량은 도킹 타입의 대형 연료 카트리지(메탄올 1리터 용량)로, 주 5회 하루 8시간 사용한다고 가정했을 때 노트북 PC를 약 한 달 간 사용할 수 있다. 이번에 개발된 직접메탄올 연료전지(DMFC)는 최대 20W의 출력이 가능하고 특히 에너지 밀도가 650Wh/L에 달해 경쟁사의 4배 수준에 달한다.
2009년 4월 8일, 삼성SDI(대표 김순택)와 삼성전자종합기술원(원장 이상완)은 세계 최고 효율의 군사용 직접메탄올 연료전지(DMFC) 개발에 성공했다. 경쟁사 대비 연비가 14%에서 최대 54% 이상 향상됐다. 내구성도 7∼8배 개선됐다. 별도 충전없이 액체 메탄올만 주입하면 된다. 손바닥 보다 약간 큰 3.5kg의 연료전지 시스템이며, 1천800Wh 에너지를 공급할 수 있어 군인 한명이 3일간(72시간) 연속사용이 가능하다. 1차전지, 2차전지의 경우 8~10kg 이상 필요하다.
2011년 11월, 애플이 한 번 충전하면 몇 주간 사용할 수 있는 수소연료전지를 개발, 관련 특허 출원에 나섰다. 전문가들은 애플이 밝히지는 않았지만 직접메탄올연료전지(DMFC) 관련 기술을 활용한 것으로 관측했다.
2012년 10월 기준으로, 전력 밀도가 낮아서 직접메탄올 연료전지(DMFC)은 리튬 배터리와 비교했을 때 우위를 갖지 못한다. PEMFC와 DMFC 모두 수명이 짧고 가격도 단시간 내에 쉽게 떨어지지 않을 것으로 예상된다.
2016년 4월, 국내 연료전지분야 최다 특허를 보유한 기업 중 하나인 삼성SDI가 연료전지사업에서 철수할 계획이다.
2018년 2월 1일, 한국연구재단은 조용훈 강원대 교수가 성영은·최만수 서울대 교수와 함께 고성능 직접메탄올 연료전지용 막-전극 접합체를 개발했다고 밝혔다. 촉매 변화 없이 막-전극 접합체 구조를 변형해 전력 밀도를 최대 42.3％ 향상시켰다.

## 같이 보기
연료전지
메탄올
2차 전지
에탄올